# Claude Rault
Claude Jean Narcisse Rault MAfr (ur. 28 listopada 1940 w Poilly) – francuski duchowny katolicki, biskup Al-Aghwat w Algierii w latach 2004-2017.

## Życiorys
Święcenia kapłańskie przyjął 29 czerwca 1968 w Zgromadzeniu Misjonarzy Afryki. Po dwuletniej pracy w nowicjacie zakonnym oraz rocznym przygotowaniu w Rzymie wyjechał do Algierii i rozpoczął pracę w diecezji Al-Aghwat. W latach 1987–1999 był jej wikariuszem generalnym. W 1999 objął urząd prowincjała rejonu algiersko-tunezyjskiego.
26 października 2004 został mianowany biskupem Al-Aghwat. Sakry biskupiej udzielił mu 16 grudnia 2004 ówczesny przewodniczący Papieskiej Rady ds. Dialogu Międzyreligijnego – abp Michael Fitzgerald.
16 marca 2017 przeszedł na emeryturę.